# Col de Karambar
Le col de Karambar est un col de montagne du Pakistan dans l'Hindou Kouch.

## Géographie

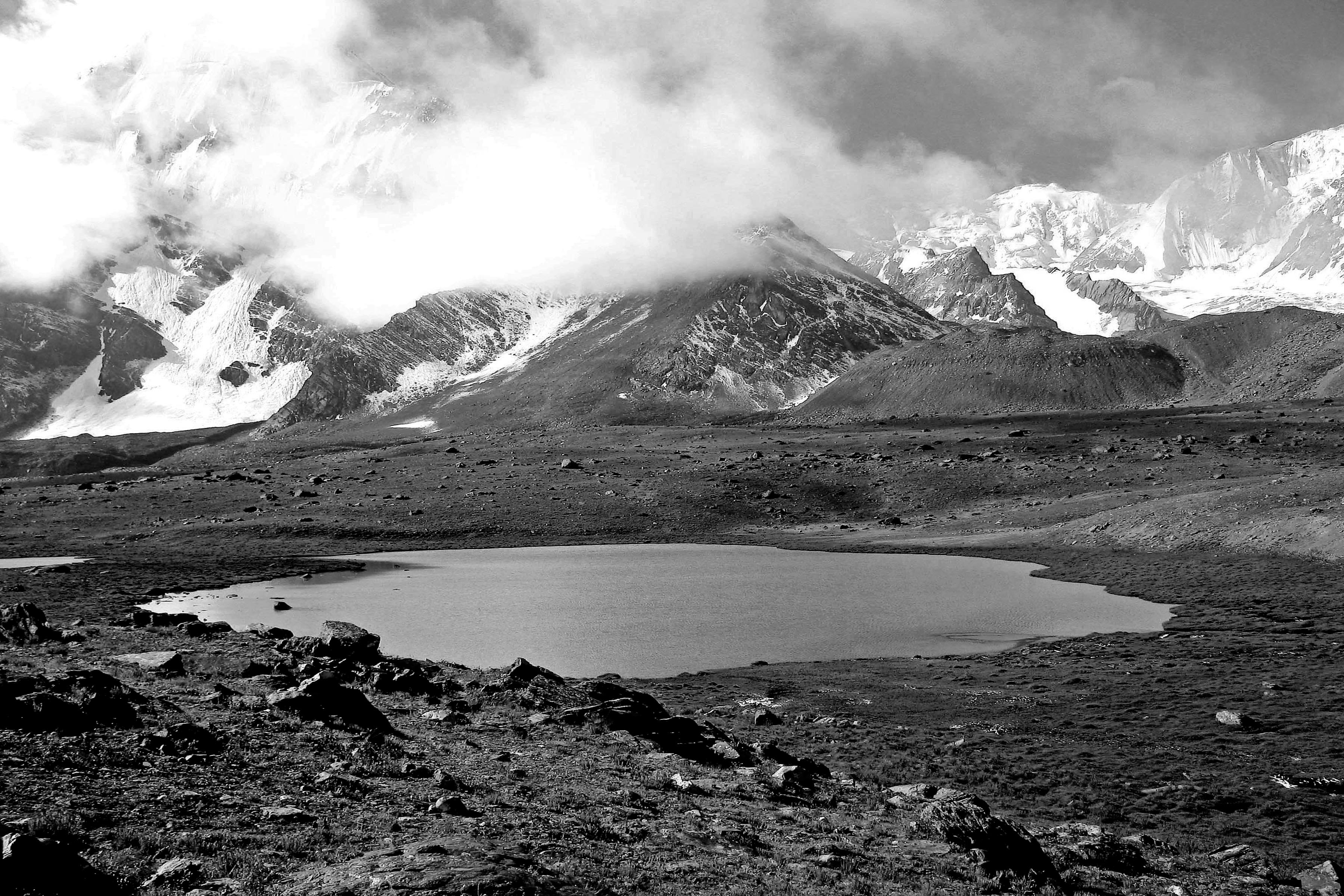
Vue à proximité du col.

Le col relie le Yarkhun dans la vallée supérieure du district de Chitral à la vallée de la rivière Karambar dans la vallée de la Hunza.